# Triebelina bradyi
Triebelina bradyi is een mosselkreeftjessoort uit de familie van de Bairdiidae. De wetenschappelijke naam van de soort is voor het eerst geldig gepubliceerd in 1948 door Triebel.